# 紫光鰓魚
紫光鰓魚（學名：Chromis scotti），又稱紫光鰓雀鯛，是輻鰭魚綱鱸形目雀鯛科光鰓魚屬的其中一種，分布於西大西洋美國佛羅里達州南部與加勒比海到巴西北部海域，深度15至116公尺，本魚體呈卵圓形且側扁，成魚背部灰褐色, 腹側白色, 體側有紫色至藍色的斑紋, 如垂直的線，稚魚藍色，背鰭硬棘13枚、背鰭軟條11-12枚、臀鰭硬棘2枚、臀鰭軟條11-12枚，體長可達10公分，棲息在外海礁坡，以浮游生物為食，繁殖期時成對出現，雄魚會守護卵直到孵化，生活習性不明，可做為觀賞魚。